# Мещерский, Николай Петрович
Князь Николай Петрович Мещерский (1829—1901) — гофмейстер, камергер, археограф и поэт, попечитель московского учебного округа. Брат реакционного публициста и прозаика князя Владимира Мещерского.

## Биография

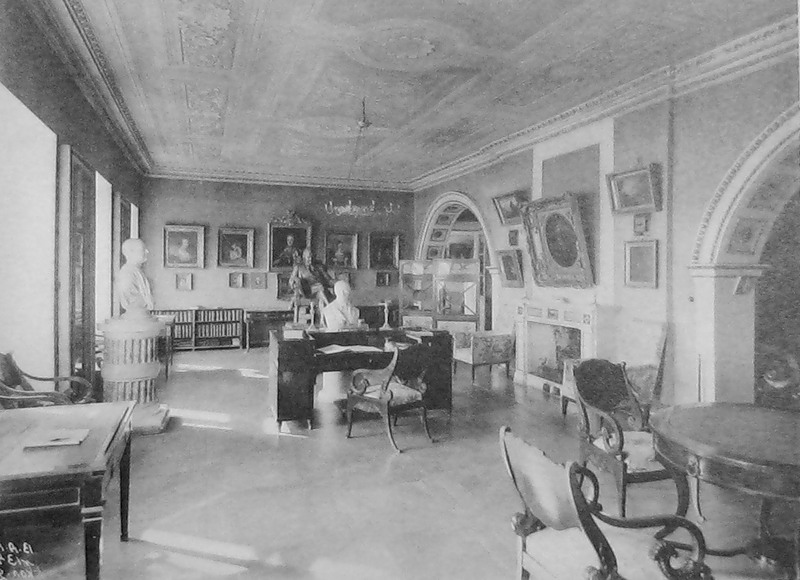
Кабинет Н. П. Мещерского в имении Дугино (1900-е)

Происходил из княжеского рода Мещерских. Родители его, князь Пётр Иванович Мещерский (26.05.1802—1876) и Екатерина Николаевна Карамзина (1806—1867), принадлежали к ближайшему окружению Пушкина. По отцу был внуком княгини С. С. Мещерской, писательницы и переводчицы с французского языка; по матери — внук историка Н. М. Карамзина.
Родился 7 (19) декабря 1829 года в Санкт-Петербурге, крещён 29 декабря 1829 года в Симеоновской церкви на Моховой при восприемстве князя В. И. Мещерского и бабушки Е. А. Карамзиной. В 1846 году Пётр Иванович Мещерский с сыновьями Александром, Николаем и Владимиром были внесены дворянскую родословную книгу Московской губернии.
Получил образование на юридическом факультете Петербургского университета. С 27 декабря 1850 года служил по ведомству Министерства народного просвещения. С 1858 года — камер-юнкер, с 1869 года — камергер.
В 1862 году отставной гвардейский полковник князь Мещерский стал мировым посредником Сычевского уезда Смоленской губернии, где было имение жены Дугино. Являлся попечителем Тверской гимназии, которой в 1864 году пожертвовал около тысячи рублей. Содействовал открытию в 1869 году гимназии в Вязьме.
Был помощником попечителя Московского учебного округа; с 24 декабря 1871 года — действительный статский советник; с 1 января 1874 года попечитель Московского учебного округа; вступил в должность по возвращении из заграничной командировки 23 марта 1874 года.
Будучи убеждённым приверженцем классицизма, Мещерский был деятельным сотрудником графа Д. А. Толстого и вместе с последним оставил службу в Министерстве народного просвещения. 21 октября 1880 года он был уволен  с назначением членом Совета министерства народного просвещения и чином тайного советника.
После выхода в отставку состоял в нескольких московских общественных организациях: почётный член Комиссии публичных народных чтений при Обществе распространения полезных книг, почётный член Екатерининского богословского общества.
Жил с семьей в собственном доме на Большой Никитской, д. 5  (рядом с Никитским монастырем) в Москве, а летом переезжал в имение Дугино, где и был похоронен; умер 11 января 1901 года. По словам  племянницы, «дядя Никс был крайне консервативен и говоря о своём младшем брате Владимире, сожалел о его либерализме и часто его осуждал». «Мещерский не признавал своего брата и считал его таким человеком, с которым знаться нельзя», — отмечал С. Ю. Витте.

## Награды
российские
- орден Св. Станислава 2-й ст. (1858) и 1-й ст. (1874)
- орден Св. Анны 1-й ст. (1877)[10]

иностранные
- черногорский орден Даниила I 2-й ст. (1867)

## Семья

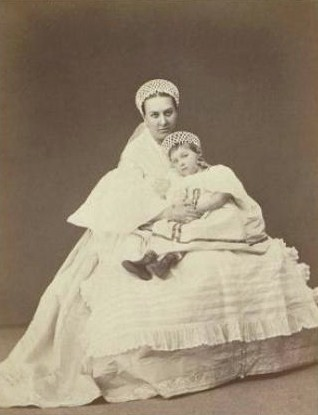
Княгиня Мария Мещерская с дочерью Софьей (1870)

Жена (с 23 января 1858 года) —  графиня Мария Александровна Панина (1830—1903), дочь  графа Александра Никитича Панина и Александры Сергеевны Толстой, внучка графа Н. П. Панина. Венчание было в Москве в домовой церкви графини Паниной. По отзыву Льва Толстого, знавшего княгиню Мещерскую еще барышней, «была огромная, с мужскими чертами женщина, очень добрая и неглупая». «Она была почтенная, прямодушная, горячая и убежденная женщина, — вспоминал о ней С. Д. Шереметев, — одна из лучших московских барынь, чисто русского и строго православного закала. Пламенная дочь своего отечества, она воспитала и семью свою в том же духе. Её дочери, также как и она, были правдивы, ревностные, пламенные по своим убеждениям и в жизни, в них чувствовался крепкий домашний закал». Похоронена рядом с мужем в усадьбе Дугино. Дети:
- Александр (09.04.1862, Париж—18.03.1927), кандидат прав, земский начальник, последний владелец усадьбы Дугино[14]. По отзыву родственницы, был умный, но большой оригинал. У него было три страсти в жизни: писание стихов, орхидеи и восторженное преклонение перед греческой королевой Ольгой Константиновной. Каждую весну он выезжал в Афины (взяв с собой несметное количество орхидей и стихи, посвященные королеве), где был всегда очень милостиво принят и обласкан, после чего, счастливый и довольный, возвращался в свое имение Дугино.
- Александра (1864—1941), была замужем за Павлом Павловичем Голицыным.
- Мария (1866—1948), была замужем за графом Николаем Михайловичем Толстым — инокиня Мария была похоронена на кладбище Сент-Женевьев-де-Буа.
- Софья (1867—1942), была замужем за Б. А. Васильчиковым; похоронена на кладбище Сент-Женевьев-де-Буа.
- Пётр (1869—1944), флигель-адъютант, полковник лейб-гвардии Гусарского полка; был женат на Вере Кирилловне Струве.
- Вера (1874—11.12.1915), замужем за бароном Александром Петровичем Оффенбергом, умерла от гангренозной рожи в Афинах, похоронена там же в церкви при русской миссии.
- Наталья (1877—1944), была замужем за графом П. Н. Игнатьевым.